# جويل هايندز
جويل هايندز (بالإنجليزية: Joel Hinds)‏ هو لاعب إسكواش بريطاني، ولد في 18 يونيو 1987 في دربي في المملكة المتحدة.

## وصلات خارجية
- جويل هايندز على موقع الاتحاد الدولي لمحترفي الاسكواش (مؤرشف) (الإنجليزية)
- جويل هايندز على موقع SquashInfo.com (الإنجليزية)